# دهستان شمشیر
دهستان شمشیر نام دهستانی در بخش مرکزی شهرستان پاوه، استان کرمانشاه در ایران است. براساس سرشماری مرکز آمار ایران در سال ۱۳۸۵، جمعیت آن ۸۶۸۰ نفر (۲۱۳۸ خانوار) بوده‌است.